# Lettere
Lettere község (comune) Olaszország Campania régiójában, Nápoly megyében.

## Fekvése
Nápolytól 30 km-re délkeletre fekszik. Határai: Angri, Casola di Napoli, Corbara, Gragnano, Ravello, Sant’Antonio Abate és Tramonti.

## Története
A település eredetét illetően nincsenek pontos adatot. A történészek nevét a latin Letterae Latae Lucio-ból származtatják, amelynek jelentése Lucius Sulla levelei. Mások szerint a közeli Monti Lattari hegy nevéből származik a település megnevezése.
Erődítményét 9. században építették az amalfiak, majd miután a nápolyiak meghódították, az Anjouk uralkodása idején megerősítették.

## Népessége
A népesség számának alakulása:

## Főbb látnivalói
- Castello di Lettere
- Sant’Anna-templom